# Élections sénatoriales de 2017 dans la Seine-Saint-Denis
Les élections sénatoriales dans la Seine-Saint-Denis ont lieu le dimanche 24 septembre 2017. Elles ont pour but d'élire les sénateurs représentant le département au Sénat pour un mandat de six années.

## Contexte départemental
Lors des élections sénatoriales de 2011 dans la Seine-Saint-Denis, six sénateurs ont été élus selon un mode de scrutin proportionnel : une EELV, un NC, une PCF, un UMP et deux PS.
Depuis, tous les effectifs du collège électoral des grands électeurs ont été renouvelés, avec les élections législatives françaises de 2017, les élections régionales françaises de 2015, les élections départementales françaises de 2015 et les élections municipales françaises de 2014.

## Sénateurs sortants
| Sénateur | Sénateur              | Parti | Fonctions lors de l'élection en 2011                                              |
| -------- | --------------------- | ----- | --------------------------------------------------------------------------------- |
|          | Éliane Assassi        | PCF   | Sénatrice sortante et conseillère municipale de Drancy                            |
|          | Gilbert Roger         | PS    | Vice-président du conseil général, maire de Bondy                                 |
|          | Évelyne Yonnet        | PS    | Première adjointe au maire d'Aubervilliers                                        |
|          | Aline Archimbaud      | PE    | Vice-présidente de la CA Est Ensemble, adjointe au maire de Pantin                |
|          | Vincent Capo-Canellas | UDI   | Conseiller général, président de la CA de l'aéroport du Bourget, maire du Bourget |
|          | Philippe Dallier      | LR    | Sénateur sortant et maire des Pavillons-sous-Bois                                 |

1. ↑  Remplace Claude Dilain, décédé le 3 mars 2015.

## Présentation des listes et des candidats
Les nouveaux représentants sont élus pour une législature de 6 ans au suffrage universel indirect par les 2 074 grands électeurs du département. Dans la Seine-Saint-Denis, les sénateurs sont élus au scrutin proportionnel plurinominal. Leur nombre reste inchangé, six sénateurs sont à élire et huit candidats doivent être présentés sur la liste pour qu'elle soit validée. Chaque liste de candidats est obligatoirement paritaire et alterne entre les hommes et les femmes. Plusieurs listes seront déposées dans le département. Elles sont présentées ici dans l'ordre de leur dépôt à la préfecture et comportent l'intitulé figurant aux dossiers de candidature.

### Une Seine-Saint-Denis solidaire et écologiste (Parti socialiste)
| N° | Candidats | Candidats             | Parti | Principale fonction                                                              |
| -- | --------- | --------------------- | ----- | -------------------------------------------------------------------------------- |
| 01 |           | Gilbert Roger         | PS    | Sénateur sortant                                                                 |
| 02 |           | Anne Deo              | EÉLV  | Conseillère municipale de Noisy-le-Sec                                           |
| 03 |           | Daniel Guiraud        | PS    | Maire des Lilas, vice-président du Conseil départemental de la Seine-Saint-Denis |
| 04 |           | Sabrina Metayer       | PS    | Conseillère municipale de Bondy                                                  |
| 05 |           | Adel Ziane            | PS    | Sous-directeur de la Communication du Musée du Louvre                            |
| 06 |           | Leila Slimane         | PS    | Conseillère municipale de Pantin                                                 |
| 07 |           | Jean-Claude Eberhardt | PS    | Conseiller municipal de Rosny-sous-Bois                                          |
| 08 |           | Véronique Moreira     | PS    | Conseillère municipale de Sevran                                                 |

### Bleu marine pour la défense de nos communes et nos départements (Front national)
| N° | Candidats | Candidats            | Parti | Principale fonction                   |
| -- | --------- | -------------------- | ----- | ------------------------------------- |
| 01 |           | Gilles Clavel        | FN    | Ancien conseiller municipal de Dugny  |
| 02 |           | Huguette Fatna       | FN    | Conseillère régionale d'Île-de-France |
| 03 |           | Jean-François Perier | FN    |                                       |
| 04 |           | Line Vallès          | FN    |                                       |
| 05 |           | Sébastien Jolivet    | FN    |                                       |
| 06 |           | Alexandra Bourgoin   | FN    |                                       |
| 07 |           | Patrice Vella        | FN    |                                       |
| 08 |           | Nelly Lestradet      | FN    |                                       |

### La Seine-Saint-Denis en commun - Résister, proposer, agir (Parti communiste français)
| N° | Candidats | Candidats        | Parti | Principale fonction                  |
| -- | --------- | ---------------- | ----- | ------------------------------------ |
| 01 |           | Éliane Assassi   | PCF   | Sénatrice sortante                   |
| 02 |           | Fabien Gay       | PCF   | Conseiller municipal du Blanc-Mesnil |
| 03 |           | Sofia Boutrih    | PCF   |                                      |
| 04 |           | Julien Luneau    | PCF   | Conseiller municipal de La Courneuve |
| 05 |           | Sylvie Badoux    | PCF   | Adjointe au maire de Bondy           |
| 06 |           | Samir Amziane    | PCF   | Conseiller municipal de Pantin       |
| 07 |           | Meriem Derkaoui  | PCF   | Maire d'Aubervilliers                |
| 08 |           | Florian Vigneron | PCF   | Adjoint au maire de Montreuil        |

### Une majorité pour défendre nos collectivités locales (Les Républicains)
| N° | Candidats | Candidats                | Parti | Principale fonction                                                  |
| -- | --------- | ------------------------ | ----- | -------------------------------------------------------------------- |
| 01 |           | Philippe Dallier         | LR    | Sénateur sortant                                                     |
| 02 |           | Annie Delmont-Koropoulis | LR    | Adjointe au maire d'Aulnay-sous-Bois                                 |
| 03 |           | Thierry Meignen          | LR    | Conseiller régional, conseiller départemental, maire du Blanc-Mesnil |
| 04 |           | Brigitte Marsigny        | LR    | Conseillère régionale, maire de Noisy-le-Grand                       |
| 05 |           | Geoffrey Carvalhinho     | LR    | Conseiller municipal de Pantin                                       |
| 06 |           | Brigitte Espinasse       | LR    | Adjointe au Maire d'Épinay-sur-Seine                                 |
| 07 |           | Alain Schumacher         | UDI   | Adjoint au Maire de Montfermeil                                      |
| 08 |           | Bénédicte Aubry          | LR    | Adjointe au Maire de Gagny                                           |

### Utiles pour la Seine-Saint-Denis (La République en marche)
| N° | Candidats | Candidats             | Parti | Principale fonction                                                                                   |
| -- | --------- | --------------------- | ----- | --- |
| 01 |           | Patrick Toulmet       | LREM  | Président de la Chambre de métiers et de l'artisanat de Seine-Saint-Denis, ancien conseiller régional |
| 02 |           | Nadia Zaïd            | EELV  | Adjointe au maire de Clichy-sous-Bois                                                                 |
| 03 |           | Gérard Prudhomme      | UDI   | Conseiller départemental, premier adjoint au maire de Livry-Gargan                                    |
| 04 |           | Elsa Wanlin           | LREM  | Adjointe au maire de Sevran                                                                           |
| 05 |           | Benjamin Giami        | LR    | Adjoint au maire d'Aulnay-sous-Bois                                                                   |
| 06 |           | Nadège Guillard       | LREM  | Auto-entrepreneure                                                                                    |
| 07 |           | Salah Bourdi          | UDI   | Adjoint au maire d'Épinay-sur-Seine                                                                   |
| 08 |           | Sindhiya Soupramanian | LREM  | Consultante en services financiers                                                                    |

### Ensemble, faisons franchir une nouvelle étape à la Seine-Saint-Denis (Union des démocrates et indépendants)
| N° | Candidats | Candidats                   | Parti | Principale fonction                    |
| -- | --------- | --------------------------- | ----- | -------------------------------------- |
| 01 |           | Vincent Capo-Canellas       | UDI   | Sénateur sortant, maire du Bourget     |
| 02 |           | Marie-Christine Gros-Favrot | UDI   |                                        |
| 03 |           | Jean-Michel Genestier       | UDI   | Maire du Raincy                        |
| 04 |           | Fatima Marie-Sainte         | UDI   | Adjointe au maire de Bobigny           |
| 05 |           | William Delannoy            | UDI   | Maire de Saint-Ouen-sur-Seine          |
| 06 |           | Samia Azzouz                | UDI   | Adjointe au maire d'Épinay-sur-Seine   |
| 07 |           | Laurent Rivoire             | UDI   | Maire de Noisy-le-Sec                  |
| 08 |           | Delphine Schlegel           | UDI   | Adjointe au maire de Gournay-sur-Marne |

### Confiance pour l'avenir (Parti radical de gauche)
| N° | Candidats | Candidats           | Parti | Principale fonction                         |
| -- | --------- | ------------------- | ----- | ------------------------------------------- |
| 01 |           | Ahmed Laouedj       | PRG   | Conseiller municipal d'Aulnay-sous-Bois     |
| 02 |           | Fatou Sagna         | PRG   | Conseillère municipale de Sevran            |
| 03 |           | Gérard Cosimi       | PRG   |                                             |
| 04 |           | Lydia Hornn         | PRG   | Conseillère municipale de Gagny             |
| 05 |           | Toby Frajerman      | PRG   | Militant associatif de Romainville          |
| 06 |           | Rose-Marie Augustin | PRG   | Conseillère municipale du Pré-Saint-Gervais |
| 07 |           | Abderrahim Hafidi   | PRG   | Conseiller municipal d'Aubervilliers        |
| 08 |           | Samia Fettal        | PRG   |                                             |

### Avançons ensemble pour la Seine-Saint-Denis (DVG)
| N° | Candidats | Candidats             | Parti | Principale fonction                                         |
| -- | --------- | --------------------- | ----- | ----------------------------------------------------------- |
| 01 |           | Aïssata Seck          | PS    | Adjointe au Maire de Bondy                                  |
| 02 |           | Henri Lelorrain       | DVG   | Professeur en lycée professionnel                           |
| 03 |           | Marion Jobert         | DVG   |                                                             |
| 04 |           | Aissa Benzouaoui      | DVG   | Entrepreneur                                                |
| 05 |           | Mélissa Youssouf      | PS    | Conseillère municipale de Villepinte, conseillère régionale |
| 06 |           | Jean-François Quillet | PS    | Adjoint au Maire de Clichy-sous-Bois                        |
| 07 |           | Élise Boscherel       | DVG   | Professeure en lycée professionnel                          |
| 08 |           | Ahmet Yalcinkaya      | PS    | Conseiller municipal délégué de Clichy-sous-Bois            |

### Notre avenir (DVG)
| N° | Candidats | Candidats             | Parti | Principale fonction                  |
| -- | --------- | --------------------- | ----- | ------------------------------------ |
| 01 |           | Anina Ciuciu          | DVG   | Avocate                              |
| 02 |           | Mehdi Bouteghmes      | DVG   | Conseiller municipal de La Courneuve |
| 03 |           | Véronique Decker      | DVG   |                                      |
| 04 |           | Vassindou Cisse       | DVG   |                                      |
| 05 |           | Claire Nicolas        | DVG   |                                      |
| 06 |           | Lionel Brun           | DVG   |                                      |
| 07 |           | Fatou Meite           | DVG   | Ancienne adjointe au Maire de Bondy  |
| 08 |           | Sébastien Freudenthal | DVG   |                                      |

### Fidélité et amitiés pour le 93 d'abord. Pour un sénat aux couleurs de la France. Indépendance et république (DVD)
| N° | Candidats | Candidats        | Parti | Principale fonction                   |
| -- | --------- | ---------------- | ----- | ------------------------------------- |
| 01 |           | Éric Raoult      | LR    | Ancien député, ancien maire du Raincy |
| 02 |           | Isabelle Lopez   | LR    |                                       |
| 03 |           | Yves Basacq      | LR    |                                       |
| 04 |           | Valérie Foutieau | LR    |                                       |
| 05 |           | Benoit Labenne   | LR    |                                       |
| 06 |           | Corinne Sapet    | LR    |                                       |
| 07 |           | Jacques Despert  | LR    |                                       |
| 08 |           | Nadine Morel     | LR    |                                       |

## Résultats
| Tête de liste                                                                                               | Tête de liste            | Liste                                     | Voix  | %     | Élus |
| --- | ------------------------ | ----------------------------------------- | ----- | ----- | ---- |
| | Philippe Dallier         | Les Républicains (UDI)                    | 575   | 26,30 | 2    |
| Une majorité pour défendre nos collectivités locales                                                        |                          |                                           | 575   | 26,30 | 2    |
| | Éliane Assassi           | Parti communiste français                 | 408   | 18,66 | 2    |
| La Seine-Saint-Denis en commun - Résister, proposer, agir                                                   |                          |                                           | 408   | 18,66 | 2    |
| | Gilbert Roger            | Union de la gauche (PS - EELV)            | 386   | 17,66 | 1    |
| Une Seine-Saint-Denis solidaire et écologiste                                                               |                          |                                           | 386   | 17,66 | 1    |
| | Vincent Capo-Canellas    | Union des démocrates et indépendants      | 309   | 14,14 | 1    |
| Ensemble, faisons franchir une nouvelle étape à la Seine-Saint-Denis                                        |                          |                                           | 309   | 14,14 | 1    |
| | Patrick Toulmet          | La République en marche (UDI - EELV - LR) | 175   | 8,01  | 0    |
| Utiles pour la Seine-Saint-Denis - La République en marche                                                  |                          |                                           | 175   | 8,01  | 0    |
| | Aïssata Seck             | Divers gauche (PS)                        | 145   | 6,63  | 0    |
| Avançons ensemble pour la Seine-Saint-Denis                                                                 |                          |                                           | 145   | 6,63  | 0    |
| | Anina Ciuciu             | Divers                                    | 77    | 3,52  | 0    |
| Notre avenir                                                                                                |                          |                                           | 77    | 3,52  | 0    |
| | Ahmad Laouedj            | Divers gauche (PRG)                       | 76    | 3,48  | 0    |
| Confiance pour l'avenir                                                                                     |                          |                                           | 76    | 3,48  | 0    |
| | Éric Raoult              | Divers droite (LR)                        | 19    | 0,87  | 0    |
| Fidélité et amitiés pour le 93 d'abord. Pour un sénat aux couleurs de la France. Indépendance et république |                          |                                           | 19    | 0,87  | 0    |
| | Gilles Clavel            | Front national                            | 16    | 0,73  | 0    |
| Liste bleu marine pour la défense de nos communes et de nos départements                                    |                          |                                           | 16    | 0,73  | 0    |
| |                          |                                           |       |       |      |
| Suffrages exprimés                                                                                          | Suffrages exprimés       | Suffrages exprimés                        | 2 186 | 97,24 |      |
| Votes blancs                                                                                                | Votes blancs             | Votes blancs                              | 39    | 1,73  |      |
| Votes nuls                                                                                                  | Votes nuls               | Votes nuls                                | 23    | 1,02  |      |
| Total | Total                    | Total                                     | 2 248 | 100   | 6    |
| Abstention                                                                                                  | Abstention               | Abstention                                | 70    | 3,02  |      |
| Inscrits / participation                                                                                    | Inscrits / participation | Inscrits / participation                  | 2 318 | 96,98 |      |

### Sénateurs élus
| Sénateur | Sénateur                 | Parti |
| -------- | ------------------------ | ----- |
|          | Éliane Assassi           | PCF   |
|          | Fabien Gay               | PCF   |
|          | Gilbert Roger            | PS    |
|          | Vincent Capo-Canellas    | UDI   |
|          | Philippe Dallier         | LR    |
|          | Annie Delmont-Koropoulis | LR    |